# Пухлёнкина, Хиония Петровна
Хиония Петровна Пухленкина (1916—2009) — работник народного образования Ханты-Мансийского автономного округа и общественный деятель, депутат Верховного Совета СССР II, III, IV созывов (1946—1958).

## Биография
Родилась 3 апреля 1916 года в деревне Сахали Сургутского района в семье рыбака-охотника. Представитель народности ханты.
В 1929—1933 гг. училась и воспитывалась в Тобольском детском доме и школе Тюменского ФЗУ.
Закончила Самаровскую туземную семилетнюю школу (1934) и Ханты-Мансийское педагогическое училище (обучение 1934—1938).
- 1938—1939 учитель начальных классов Ягано-Куртской национальной школы Микояновского (ныне Октябрьского) района.
- 1939-1940 заведующая Низямской школой-интернатом того же района.
- 1940—1942 инспектор роно Микояновского района.
- 1942—1946 заведующая Низямской школой-интернатом.
- 1946—1947 заведующая методическим школьным кабинетом при Кондинском РайОНО.
- 1947—1948 председатель окружного Совета работников народного просвещения.
- 1948—1950 на партийной работе.
- 1950—1952 учёба на партийных курсах при Тюменском областном комитете ВКП(б)
- 1952—1955 учёба в Высшей партийной школе при ЦК КПСС (Москва).
- 1955—1957 зав. отделом по работе среди женщин Ханты-Мансийского окружкома.
- 1957—1965 лектор обкома КПСС.
- 1965—1969 зав. кабинетом политпросвещения Ханты-Мансийского ГК КПСС.
- 1969-1989 старший научный сотрудник окружного краеведческого музея.

## Общественная деятельность
Избиралась депутатом Верховного Совета СССР II, III, IV созывов (1946—1958).

## Награды
Награждена 5 медалями: «За добросовестный труд в Великой Отечественной войне. 1941-45», «За трудовую доблесть», «За доблестный труд в ознаменование 100-летия со дня рождения В. И. Ленина», «30-летие Победы», «Ветеран труда», грамотой Президиума Верховного Совета СССР и знаком «Отличник народного просвещения».